# Oiraterna

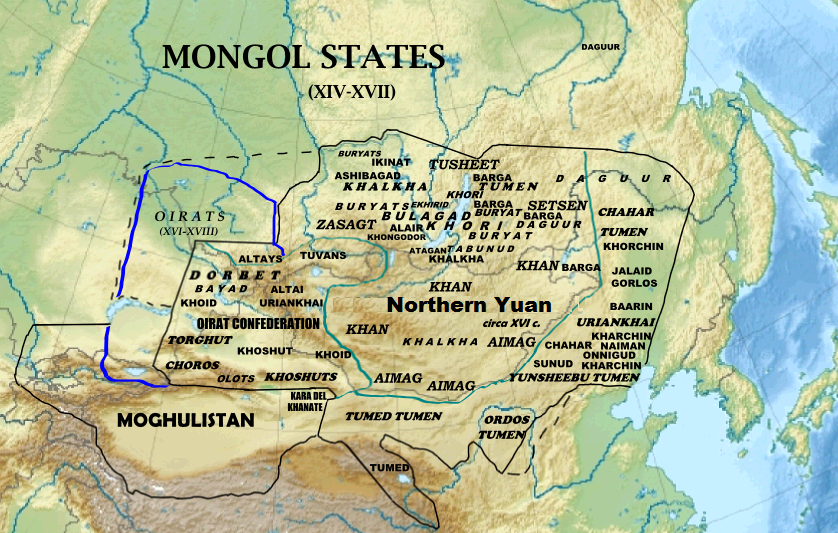

Oiraterna var en mongolisk folkgrupp. På 1430-talet enade oiraternas ledare Esen khan de mongoliska stammarna, vilket var första gången sedan mongolväldets fall 1368. På 1440-talet sträckte sig Oiraternas territorium från Korea i öst till Xinjiang i väst. 1449 genomförde Oiraterna en invasion av Mingdynastins Kina och tillfångatog kejsar Zhengtong under Tumukrisen.
1491 till 1492 besegrade Norra Yuandynastins mongoler Oiraterna, som därefter förenades under ledning av Dayan Khan. Altan Khan grupperade i mitten på 1500-talet mongolerna i två delar med Oiraterna i öster och Khalkhamongoler i väster.